# یواس‌سی‌اس مدیسون
یواس‌سی‌اس مدیسون (به انگلیسی: USCS Madison) یک کشتی است که طول آن ۷۸٫۸ فوت (۲۴٫۰ متر) می‌باشد.